# Église Saint-Pierre du Breuil
Pour les articles homonymes, voir Église Saint-Pierre.
L'église Saint-Pierre du Breuil est une église catholique située à Mézidon-Canon, en France.

## Localisation
L'église est située dans le département français du Calvados, dans le bourg de Mézidon, sur le territoire de l'ancienne commune et paroisse du Breuil.

## Historique
L'édifice date du XIIe siècle. Il est classé au titre des monuments historiques depuis le 8 janvier 1906.